# Spera (huyện)
Spera là một huyện thuộc tỉnh Khowst, Afghanistan. Dân số thời điểm năm 1999 là 15,214 người.